# Christian Geiger
Pour les articles homonymes, voir Geiger.
Christian Geiger, né le 29 mars 1988 à St Leonards, est un skieur alpin australien. Il tient le rôle de guide pour des skieurs handicapés visuels et ensuite d'entraîneur de l'équipe australienne handisport de ski.

## Biographie
En tant que skieur alpin, il prend part notamment aux Championnats du monde junior 2008 et aux Championnats du monde 2009 à Val d'Isère (27e du slalom).